# Viktor Rydbergs bibliografi
Denna artikel gäller Viktor Rydbergs bibliografi. Rydberg var en författare som aldrig blev nöjd; varje gång en av hans böcker kom ut i ny upplaga brukade han göra ändringar – i exempelvis Singoalla har första upplagan ett helt annat slut än den sista.

## Skönlitteratur

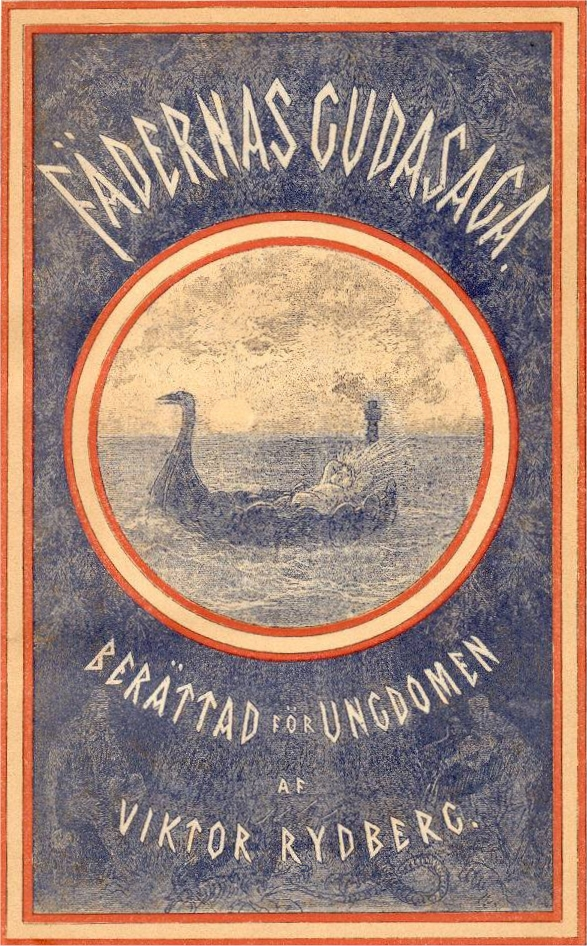
Fädernas gudasaga med John Bauers omslag.

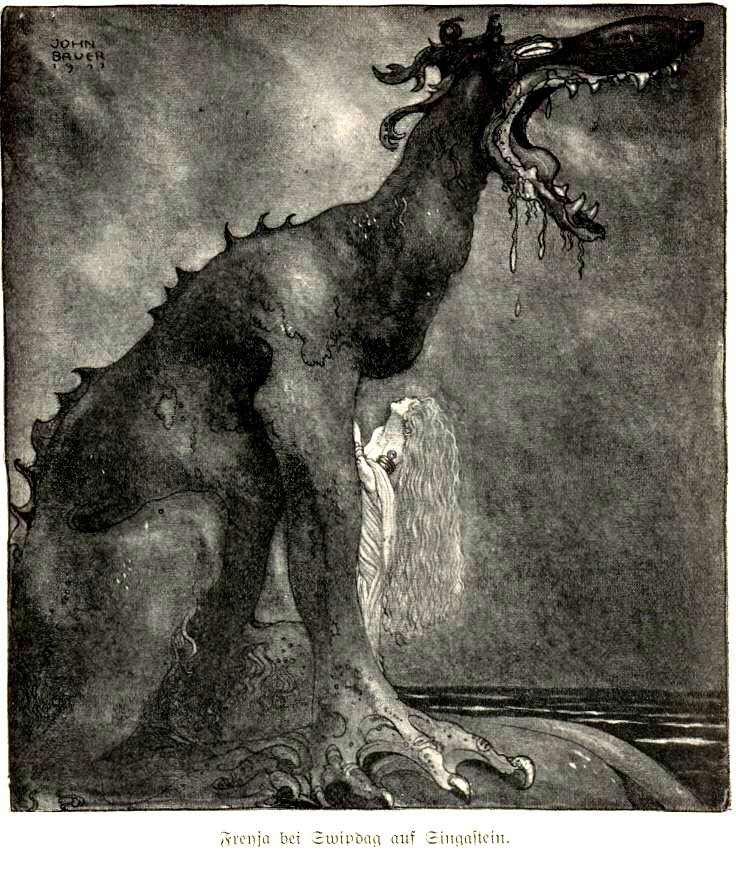
Svipdag förvandlad, illustration 1911 av John Bauer för Viktor Rydbergs Fädernas gudasaga.

- Fribytaren på Östersjön: svenskt original. Göteborg: Köster. 1857. Libris 8396181
  -  2. upplagan. Stockholm: Ewerlöf. 1866. Libris 1584703 – Oförändrad upplaga.
  -  3. upplagan. Gefle: Ewerlöf. 1877. Libris 1600054 – Översedd upplaga, förbättrad språkligt och berättartekniskt. Senare upplagor följer dennas text.
  -  Barnbiblioteket Saga. 99-0448970-X ; 382 Pelarböckerna. Stockholm: Svensk läraretidnings förl. 1960. Libris 768882 – Bearbetad och förenklad version med teckningar av Gösta Kriland.
- Den siste athenaren. Göteborg. 1859. Libris 479295 – Originalupplaga på eget förlag.
  -  2. upplagan. Stockholm: Hierta. 1866. Libris 1584702 – Lätt retuscherad utgåva.
  -  3. upplagan. Stockholm: Bonniers. 1876. Libris 1600050 – Avsevärt reviderad upplaga och med det stridbara förordet borttaget.
  -  4. upplagan. Stockholm: Bonniers. 1880. Libris 1609805 – Oförändrad upplaga.
  -  5. upplagan. Stockholm: Bonniers. 1892. Libris 2219005 – Oförändrad upplaga fast med förordet återinsatt.
- Dimmor : fantasier och historier. 1. Singoalla. Stockholm: Lamm. 1865. Libris 3021673. http://litteraturbanken.se/#!forfattare/RydbergV/titlar/Singoalla/info/etext – 1. upplagan i den litterära kalendern Aurora för år 1858. Denna 2. upplaga med nytt slut. 
  -  Singoalla : en fantasi. 3. upplagan. Göteborg: Torsten Hedlunds förlag. 1876. Libris 1600057 – Ytterligare omarbetad text.
  -  Singoalla. 4. upplagan. Stockholm: Bonniers. 1894. Libris 1825568 – Den definitiva texten, som återkommer i nästan alla senare upplagor, med bland annat ett omarbetat första kapitel. Typografi och illustrationer av Carl Larsson.
- Lille Viggs äfventyr på julafton. Göteborg: Torsten Hedlund. 1875. Libris 2118786 – Illustrationer av Jenny Nyström. – Publicerades först i Göteborgs Handels- och Sjöfartstidning den 23 december 1871. – Rydberg reviderade texten under hela sitt liv. Störst är ändringarna i upplagan 1895 nedan.
  -  3. upplagan. Stockholm: Bonniers. 1895. Libris 1895692 – Illustrerad av Ottilia Adelborg. – Senare upplagor brukar emellertid kombinera texten från 1895 med Jenny Nyströms illustrationer.
  -  Lille Viggs äventyr på julafton. Stockholm: Rabén & Sjögren. 1980. Libris 7234828. ISBN 91-29-54460-2 – Moderniserad upplaga med illustrationer av Harald Wiberg.
- Goethe, Johann Wolfgang von (1876). Faust : sorgespel. Stockholm: Bonniers. Libris 1597334 – Illustrerade praktband.
  -  2., genomsedda upplagan tillökt med en redogörelse för skaldeverkets senare del. Stockholm: Bonniers. 1878. Libris 904994 – Av Rydberg reviderad text i oktavformat. – Från 1895 utgavs verket under titeln Faust och Fauststudier med artiklarna från 1867.
- Skogsrået : [dikt]. Göteborg. 1877. Libris 10255185
- Den flygande holländaren. Göteborg: Handelstidningen. 1875. Libris 10255169
- Träsnittet i psalmboken : en gammal skolkamrat förtäljer. Göteborg. 1878. Libris 10255197 – Dikt undertecknad V. R.
- Dikter : första samlingen. Stockholm: Bonniers. 1882. Libris 501443 – Innehåller 34 dikter, de flesta från 1875–1878 och 1880–1881. 
  -  Dikter. 2. upplagan. Stockholm: Bonniers. 1896. Libris 2220540 – I 2 volymer och utökad med Rydbergs tre sista dikter från 1895 och tre äldre verk som Rydberg själv valt att inte publicera: Eden, Mignon och Valans spådom. De slopades åter i följande upplagor. – Från och med tredje upplagan 1899 har dikterna normalt samlats i en volym.
- Snöfrid : ballad. Luleå. 1890. Libris 10255189
- Dikter : andra samlingen. Stockholm: Bonniers. 1891. Libris 501444 – Innehåller 21 dikter, bland annat Den nya Grottesången, de flesta från samma eller föregående år.
- Vapensmeden : (hägringar från reformationstiden). Stockholm: Bonniers. 1891. Libris 23312
- Barndomspoesien : dikt. Stockholm: Samson & Wallin. 1893. Libris 1625903 – Med teckningar av Hildegard Zoir.
- De vandrande djäknarne : bondhistoria af "Agricola". Stockholm: Bonniers. 1896. Libris 1663754 – I: Skrifter. 3.
- Sägner, berättelser och skizzer. Stockholm: Bonniers. 1897. Libris 112992 – I: Skrifter. 8.
- Grubblaren.. Stockholm: Bonniers. 1900. Libris 1663756 – Faksimil efter originalmanuskriptet.
- Positivspelarne. Uppsala: Lindblad. 1957. Libris 2324722 – Författad 1851. – Utgiven av Hans Lindström.
- Vampyren. Uppsala: Lindblad. 1957. Libris 2323480. http://litteraturbanken.se/#!forfattare/RydbergV/titlar/Vampyren/etext – Författad 1848. – Utgiven av Hans Lindström.

## Varia
- Göteborg med dess omgifningar framställdt i taflor = Gothenburg and its environs in pictures = Gothenburg und seine Umgegend in Bildern. Göteborg. 1859–1862. Libris 12743504. https://runeberg.org/gotmo/index.htm – Med text av J. Björklund o. Viktor Rydberg.
- Huru kan Sverge bevara sin sjelfständighet?. Göteborg. 1859. Libris 3021658 – Utgiven anonymt.
- Bibelns lära om Kristus : samvetsgrann undersökning / af V. R.. Göteborg: Handelstidningen. 1862. Libris 3054797. http://litteraturbanken.se/#!forfattare/RydbergV/titlar/BibelnsLaraOmKristus/etext
  -  2. upplagan, tillökad med ett genmäle till "Wäktaren". Göteborg: Handelstidningen Bolags tryck. 1868. Libris 1931838
  -  3. tillökade upplagan med tre bilagor. Stockholm: Bonniers. 1868. Libris 1584701
  -  4. upplagan, tillökad med Till läran om de yttersta tingen. Stockholm: Bonniers. 1880. Libris 1600049
  -  5. upplagan. Stockholm: Bonniers. 1893. Libris 1164947 – Nästan oförändrad upplaga som avstår från att bemöta nya motskrifter.
- Medeltidens magi. Stockholm. 1865. Libris 97938. http://litteraturbanken.se/#!forfattare/RydbergV/titlar/MedeltidensMagi/etext – Först publicerat som artikelserie i Svensk månadsskrift för fri forskning 1864. – De upplagor som getts ut efter Rydbergs död innehåller tre originalkapitel och ett omarbetat från 1893.
- Om menniskans förut-tillvaro samt genmäle till biskop Beckman. Stockholm: Bonniers. 1868. Libris 1584706 – Ur författarens Bibelns lära om Kristus. 3. upplagan. 1868.
- Jehovatjensten hos hebreerna före babyloniska fångenskapen. Gefle: Ewerlöf. 1869. Libris 1584704 – 2. upplagan. (1. upplagan i Svensk månadsskrift. 1864.)
- Urpatriarkernas slägttafla i Genesis och tideräkningen hos "De sjutio uttolkare". [Stockholm]: Bonniers. 1873. Libris 8221988
- Romerska sägner om apostlarne Paulus och Petrus. Stockholm: Bonniers. 1874. Libris 3021668
- Romerska dagar. Stockholm. 1876–1877. Libris 3021665 – Illustrerat praktverk i kvartoformat som bygger på kejsarbilder tidigare publicerade i Svensk Tidskrift 1875–1876 och de konsthistoriska essäerna Den meliska Afrodite och Antinous samt några kortare reseskisser. 
  -  Oktav-upplaga. Stockholm. 1882. Libris 3021664
  -  2., tillökade oktav-upplagan. Stockholm. 1892. Libris 12512 – 3. oktavupplagan = Skrifter. 9. med titel: Romerska kejsare i marmor och andra uppsatser i konst. Stockholm 1897. För utgåvor efter Rydbergs död har man vanligen använt titeln Romerska kejsare i marmor.
- Carl Wilhelm August Strandberg : minnesteckning såsom inträdestal i Svenska akademien den 22 maj 1878. Stockholm. 1878. Libris 3021650 – Även i Svenska akademiens handlingar.
- Det forna Jönköping : skiss. Stockholm: Bonniers. 1880. Libris 1600053 – Ur: Svea 1881.
- Till läran om de yttersta tingen. Stockholm: Bonniers. 1880. Libris 1600058 – Ur författarens Bibelns lära om Kristus. 4. upplagan. 1880.
- Astrologien och Merlin. Stockholm. 1881. Libris 2925365 – Ur Nordisk tidskrift 1881.
- Sibyllinerna och Völuspå. Stockholm. 1881. Libris 3021672 – Ur Nordisk tidskrift 1881.
- Undersökningar i germanisk mythologi. Del 1-2. Stockholm: Bonniers. 1886–1889. Libris 478260
- Fädernas gudasaga : berättad för ungdomen. Stockholm: Bonniers. 1887. Libris 1625905
- Konstens ursprung och utvecklingsläran : inträdesföredrag. Stockholm. 1889. Libris 1200908
- Om hjältesagan å Rökstenen. K.Vitt.Hist.och Ant.akad:s handlingar. D.31(N.F.11) ; 6. Stockholm. 1893. Libris 3021662. http://litteraturbanken.se/#!forfattare/RydbergV/titlar/HjaltesaganRokstenen/etext
- En underbar man : Leonardo da Vinci : ur en föreläsning i Stockholms högskola. Örebro: Bohlinska boktr. 1893. Libris 1625904. https://runeberg.org/rydbund/
- Varia : tankar och bilder. 1-3. Stockholm: Bonniers. 1894. Libris 660678 – Annat innehåll än Samlade skrifters Varia 1-2.
- Om nakenhet och klädselsätt : [med anledning af striden om Oscar Björcks frismålningar i Operakällaren]. Stockholm: Bonniers. 1895. Libris 8218903
- Ur kyrkans häfder. Mera ljus! Jämtlandspostens folkbibliotek ; 12. Östersund. 1895. Libris 3021682
- Bilder ur Goethes Faust. Stockholm: Bonniers. 1897. Libris 1663753
- Filosofiska föreläsningar. 1-4. Stockholm. 1900–1901. Libris 466838 – Utgivna av Robert Höckert.
  -  1, Föreläsningar öfver materialism och idealism hållna i Göteborg höstterminen 1876 : ["i filosofiens förgård"]. 1900. Libris 466842. https://runeberg.org/vrfilosof/1/
  -  2, Föreläsningar öfver Leibniz' teodice och den Schopenhauer-Hartmannska pessimismen hållna i Göteborg höstterminen 1877. 1900. Libris 466839. https://runeberg.org/vrfilosof/2/
  -  3, Föreläsningar öfver antropologi hållna i Göteborg vårterminen 1878. 1901. Libris 466840. https://runeberg.org/vrfilosof/3/
  -  4, Föreläsningar öfver antropologi och moralfilosofi : hållna i Göteborg höstterminen 1878. 1901. Libris 466841. https://runeberg.org/vrfilosof/4/
- Det sköna och dess lagar: fjorton föreläsningar hållna vårterminen 1889. Stockholm: Bonniers. 1901. Libris 8223338. https://runeberg.org/vrdsodl/
- Kulturhistoriska föreläsningar. 1-6. Stockholm: Bonniers. 1903–1906. Libris 408864 – Utgivna av Robert Höckert.
  -  1, Föreläsningar öfver romerska kulturen under de två första århundradena efter Kristus. 1903. Libris 408865. https://runeberg.org/vrkultur/1/
  -  2, Föreläsningar öfver romerska kulturen under de två första århundradena efter Kristus (fortsättning). 1903. Libris 408866. https://runeberg.org/vrkultur/2/
  -  3, Föreläsningar öfver romerska kulturen under kejsartiden (fortsättning). 1904. Libris 408867. https://runeberg.org/vrkultur/3/
  -  4, Föreläsningar öfver den äldre medeltidens kulturhistoria. 1905. Libris 408868. https://runeberg.org/vrkultur/4/
  -  5, Föreläsningar öfver medeltidens kulturhistoria (fortsättning). 1905. Libris 408869. https://runeberg.org/vrkultur/5/
  -  6, Föreläsningar öfver korstågsperiodens kulturhistoria. 1906. Libris 408870. https://runeberg.org/vrkultur/6/
- Luca Signorelli : ur en föreläsning. [Stockholm]. 1903. Libris 3021660 – Ur: Ord och bild. 1903.
- En vandring i Norge. Bokgåvan ; 8. Stockholm: Sällsk. Bokvännerna. 1953. Libris 97937. https://runeberg.org/rvnorge/ – Följetong först publicerad i Göteborgs Nyare Handels- och Sjöfartstidning 1858.

## Brev
- Viktor Rydbergs brev i urval. Stockholm. 1923–1926. Libris 367085 – Utgivna av Emil Haverman. 
  -  1, Viktor Rydbergs och S. A. Hedlunds brevväxling samt några brev från Viktor Rydberg till Hedlundska familjen. 1923. Libris 367086
  -  2, 1855–1881. 1925. Libris 367087
  -  3, 1882–1895. 1926. Libris 367088

## Samlade skrifter och urval

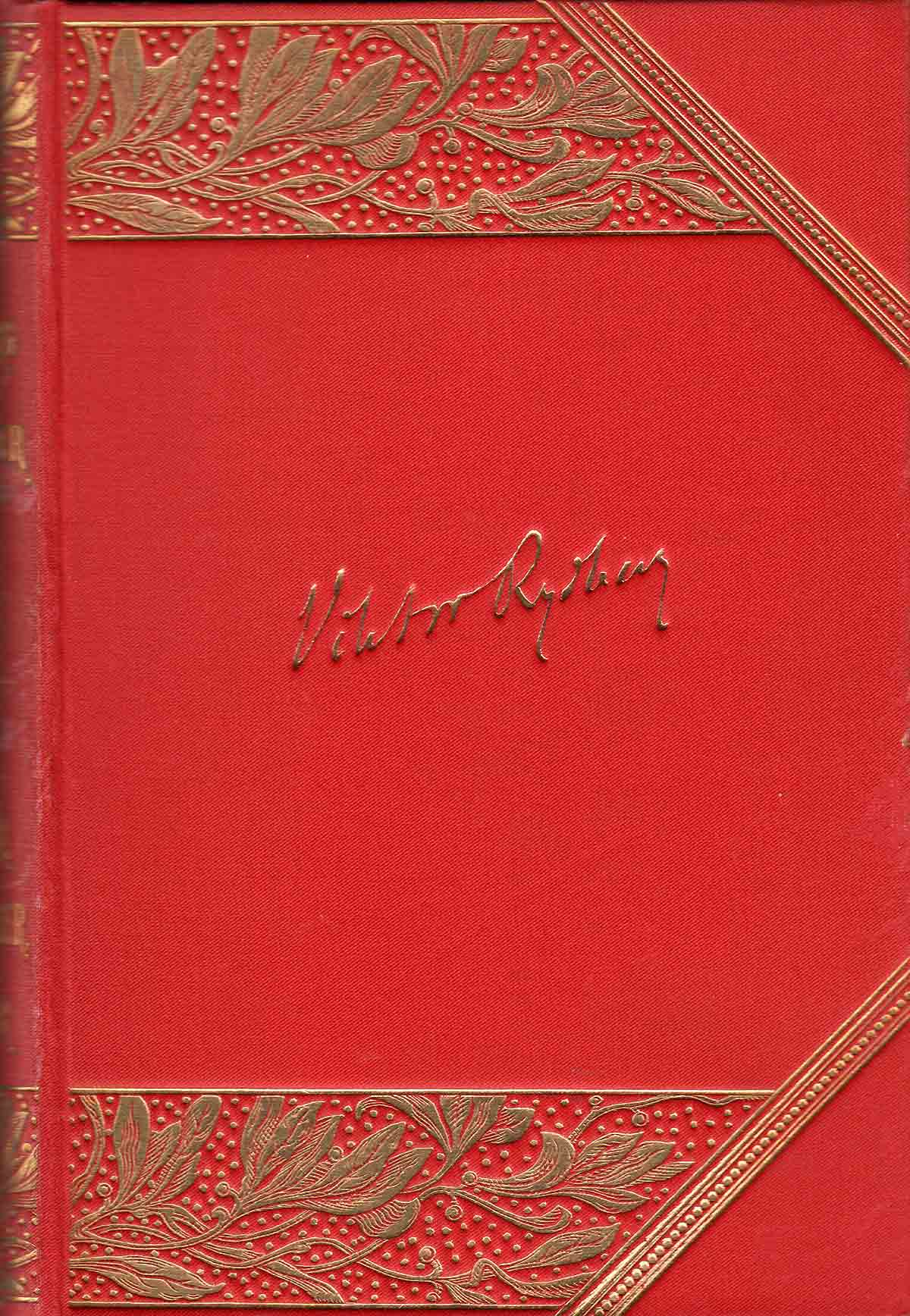
Klotband till Rydbergs Skrifter.

- Skrifter. Stockholm: Bonniers. 1896–1899. Libris 8200315 – Utgivna och kommenterade av Karl Warburg i 14 band.
  -  1, Dikter. 1899. Libris 112987. https://runeberg.org/rydbdikt/
  -  2, Faust och Fauststudier. 1897. Libris 112988. https://runeberg.org/faust/
  -  3, De vandrande djäknarne. ; Singoalla. 1919. Libris 112963 – Fulltext i Projekt Runeberg: De vandrande djäknarne, Singoalla.
  -  4, Fribytaren på Östersjön. 1896. Libris 112990. https://runeberg.org/fribyt/
  -  5, Den siste athenaren, 1. 1898. Libris 112998. https://runeberg.org/atenaren/
  -  6, Den siste atenaren, 2. 1919. Libris 1575013. https://runeberg.org/atenaren/
  -  7, Vapensmeden. 1896. Libris 112991. https://runeberg.org/vapnsmed/
  -  8, Sägner, berättelser och skizzer. 1897. Libris 112992. https://runeberg.org/rydbsagn/
  -  9, Romerske kejsare i marmor samt andra uppsatser i konst. 1897. Libris 112993. https://runeberg.org/romerske/
  -  10, Bibelns lära om Kristus. 1897. Libris 112994. https://runeberg.org/blok/
  -  11, Medeltidens magi ; Jehovahtjänsten hos Hebréerna före Babyloniska fångenskapen ; Urpatriarkernas släkttafla i Genesis och tidräkningen hos "de sjuttio uttolkare". 1896. Libris 113001. https://runeberg.org/magi/
  -  12, Fädernas gudasaga ; Sibyllinerna och Völuspa ; Astrologien och Merlin ; Hjältesagan å rökstenen. 1898. Libris 112995. https://runeberg.org/gudasaga/ Arkiverad 12 oktober 2013 hämtat från the Wayback Machine.
  -  13, Varia : filosofiska, historiska, språkvetenskapliga ämnen. 1898. Libris 112996. https://runeberg.org/rydvaria/
  -  14, Varia : tal; valda uppsatser och anföranden i kyrkliga, teologiska, politiska och strödda ämnen. 1899. Libris 112997. https://runeberg.org/rydvaria/
- Skrifter. Stockholm: Bonniers. 1945–1946. Libris 1345678 – Utgivna med inledningar och kommentarer av Ingemar Wizelius i 12 band. Kompletterar på vissa punkter Warburgs utgåva ovan.
  -  1, Dikter. 1945. Libris 1345679
  -  2, Faust och Fauststudier. 1945. Libris 1345680
  -  3-4, Fribrytaren på Östersjön : d. 1-2. 1945. Libris 1345681
  -  5-6, Den siste atenaren : bok 1-2. 1945. Libris 1345682
  -  7, Singoalla ; De vandrande djäknarne. 1945. Libris 1345683
  -  8, Vapensmeden : hägringar från reformationstiden. 1945. Libris 903805
  -  9, Sägner, berätteler och skisser. 1945. Libris 1345685
  -  10, Romerske kejsare i marmor. 1945. Libris 1345686
  -  11, Konst och litteratur : tal och uppsatser. 1946. Libris 1345687
  -  12, Kultur och politik : artiklar och anföranden. 1946. Libris 1345688
- Viktor Rydbergs Singoalla. Svenska författare utgivna av Svenska vitterhetssamfundet, 0346-7864 ; 18. Stockholm: Bonniers. 1941–1968. Libris 111273. http://litteraturbanken.se/#!forfattare/RydbergV/titlar/SingoallaSVS/faksimil – Utgiven av Ingemar Wizelius. (Svenska författare utgivna av Svenska vitterhetssamfundet,0346-7864 ;18).
- Vår dröm är frihet: en Viktor Rydbergbok. Stockholm: Rabén & Sjögren. 1973. Libris 7232642. ISBN 91-29-40499-1 – Inledning och urval av Hans Granlid.
- Sagan om svärdet: grunddragen av ett mytologiskt epos från den germaniska hedendomens sista årtusende. Höganäs: Wiken. 1993. Libris 7605534. ISBN 91-7119-470-3 – Utgiven av Lars Krumlinde i samarbete med Viktor Rydberg-sällskapet.
- Våra favoriter bland Viktor Rydbergs dikter. Absalon (Lund), 1102-5522 ; 26. Lund: Språk- och litteraturcentrum, Lunds universitet. 2008. Libris 11225526. ISBN 978-91-88396-26-6 – Redaktör: Birthe Sjöberg.
- Den politisk-satiriske Viktor Rydberg: Tomtebissen 1857. Hedemora: Möklinta. 2009. Libris 11331508. ISBN 978-91-7844-781-7 – Utgivare: Birthe Sjöberg.
- Genealogi från Niels Jensen Lopouse fram till Viktor Rydberg: http://www.swedesintexas.com/relationship.php?altprimarypersonID=&savedpersonID=I11912&secondpersonID=I14869&maxrels=1&disallowspouses=0&generations=20&tree=sit0001&primarypersonID=I12559